# Pink Cream 69
Pink Cream 69 est un groupe allemand de hard rock, originaire de Karlsruhe, Bade-Wurtemberg. Formé en 1987 par Andi Deris, Kosta Zafiriou et Alfred Koffler, le groupe signe son premier contrat grâce au magazine Metal Hammer.

## Historique

### Débuts et continuité (1987–1999)
Pink Cream 69 est formé à Karlsruhe en 1987 par Andi Deris, Kosta Zafiriou et Alfred Koffler. Ils sont rejoints peu après par le bassiste américain Dennis Ward. Un an seulement après la création du groupe, celui-ci gagne le concours du meilleur espoir du magazine rock allemand Metal Hammer ce qui lui permit de signer un contrat avec un label majeur, Sony Music. Rapidement  le groupe enregistre son premier album intitulé sobrement Pink Cream 69 qui recueille pas mal de succès. Il est suivi par One Size Fits All en 1991, et Games People Play en 1993. Entretemps, le groupe se constitue une solide base de fans en tournant avec des groupes tels que White Lion où Europe.
Andi Deris quittera le groupe en 1994 pour divergences musicales et personnelles et ira rejoindre Helloween. Après l'audition de plusieurs chanteurs, le choix du groupe se portera sur l'anglais David Readman. Pour l'enregistrement de leur nouvel album, Change, le groupe ira travailler avec Shay Baby à Los Angeles. l'album proposera des sonorités plus actuelles et se démarquera du hard rock des débuts. En 1997, après avoir changé de label, passant de Sony Music au label allemand SPV, le groupe enregistre Food for Thought leur cinquième album studio qui sera suivi par un album en public #Live#. Après la sortie de l'album Electrified, qui marque le retour au pur hard rock, en 1998 le groupe part en tournée avec Bruce Dickinson.

### DeSonic DynamiteàIn10sity(2000–2009)
Après la sortie de deux nouveaux album en 2000 et 2001, le guitariste Alfred Koffler révèle qu'il souffrait d'une dystonie de la main gauche, ce qui le handicapait fortement pour jouer de son instrument. Le groupe décide de recruter un guitariste supplémentaire, Uwe Reitenauer, pour ses prestations scéniques. En 2004 sortie de l'album Thunderdome, considéré par beaucoup de fans comme le meilleur album du groupe.
Au début de 2005, Pink Cream 69 contribue à un projet appelé Place Vendome, mené par le chanteur Michael Kiske, ancien membre de Helloween, et dont le mentor est le directeur de Frontiers Records, Serafino Perugino. Plus tard dans l'année, un album solo de David Readman est annoncé, et fait participer le batteur Dirk Brunneburg et le bassiste Paul Logue de Cry Havoc. En 2006, Dennis Ward et Uwe Reitenauer contribuent au premier album du groupe Sunstorm. Entretemps, Pink Cream 69 signe au label Frontiers Records en novembre 2006,. 2007 marque donc le retour du groupe avec l'album In10sity qui est publié en mars,. Uwe Reitenauer deviendra un membre officiel du groupe cette même année. En septembre 2008, AFM Records annonce la signature du groupe Voodoo Circle de David Readman.

### Ceremonial(2010-2013)
Depuis le groupe publie un album live Live in Karlsruhe et continue à tourner en 2011, notamment avec Helloween (le groupe de leur ancien chanteur, Andi Deris) et Stratovarius. En mars 2012, le groupe se sépare de son batteur et cofondateur Kosta Zafiriou. Il sera remplacé par son ami de longue date Chris Schmidt, qui a déjà joué pour Sunstorm, notamment. Kosta explique que « c'était une décision très difficile de quitter le groupe que j'ai cofondé en 1987, mais je suis sûr que j'ai fais le bon choix ». Le 1er mars 2012, le groupe entre en studio pour enregistrer une suite encore non intitulée de l'album In10sity publié en 2007, qui sera publié via Marquee/Avalon au Japon et en Asie du Sud-Est et via Frontier Records à l'international. En octobre 2012, le groupe effectue le mixage audio et annonce en parallèle le titre de son prochain album intitulé Ceremonial, prévu pour début 2013 via Frontiers Records. Les chansons qui y paraîtront s'intitulent Big Machine, Passage of Time, I Came to Rock et Special.

### Headstrong(2017)
Le 10 novembre 2017, à l'occasion des 30 ans du groupe, sort leur douzième album intitulé Headstrong. Cet album a été enregistré par les mêmes membres que le précédent, il est produit par le bassiste Dennis Ward et est toujours publié chez Frontiers Records. L'album est composé de dix pistes, plus un disque bonus qui propose neuf pistes live enregistrées en 2013 à Ludwigsburg en Allemagne.
Selon Dennis Ward, l'album Headstrong est « une occasion pour le groupe de revenir au son de ses débuts, en incorporant à l'écriture des chansons des riffs de guitares puissants et des mélodies vocales planantes, en réduisant la quantité des claviers et en gardant la production à un minimum de couches acoustiques dans le but d'être fidèle à notre son — celui des guitares lourdes et crissantes ».

## Membres

### Membres actuels
- Alfred Koffler - guitare (depuis 1987)
- David Readman - chant (depuis 1994)
- Chris Schmidt - batterie, percussions (depuis 2012)

### Anciens membres
- Andi Deris - chant (1987-1993)
- Kosta Zafiriou -  batterie, percussions (1987-2012)
- Dennis Ward - basse (1987-2019)
- Doogie White - chant (1994)
- Uwe Reitenauer - guitare (2003-2020)

## Discographie

### Albums studio
- 1989 : Pink Cream 69
- 1991 : One Size Fits All
- 1993 : Games People Play
- 1995 : Change
- 1997 : Food for Thought
- 1998 : Electrified
- 2000 : Sonic Dynamite
- 2001 : Endangered
- 2004 : Thunderdome
- 2007 : In10sity
- 2013 : Ceremonial
- 2017 : Headstrong

### EPs
- 1991 : 49°/8°
- 2000 : Mixery

### Albums live
- 1997 : #Live#
- 2009 : Live in Karlsruhe